# 范時繹
范時繹（？—1741年），中國清朝官員，漢軍鑲黃旗人。清初重臣范文程之孫，兵部尚書、太子太保范承勳之子。
雍正元年（1723年）自佐領三遷任為马兰镇总兵官（载《畿辅通志：职官》卷60）。雍正四年（1726年），命署兩江總督。於1726年5月18日－1730年5月12日期間，奉旨接替查弼納擔任兩江總督。正式官銜為「總督兩江等處地方提督軍務、糧饟、操江、統轄南河事務」的兩江總督，是清朝九位最高級的封疆大臣之一，總管中國江蘇、安徽和江西三省的軍民政務。同年，担任正藍旗漢軍都統。雍正五年（1727年），改为鑲白旗漢軍都統，署總督如故。十二月，上疏請自雍正六年始，江蘇、安徽各州縣應徵丁銀，均入地畝內徵收。雍正六年（1728年）三月戊午，接替徐元夢，擔任清朝戶部尚書，仍署總督，上疏請在通州運河入海處，作涵洞以备蓄洩。規范揚州水利，疏浚海口。疏通車路、白塗、海溝諸水，泰州運鹽河為堤。釐清兩淮鹽政，增漕標廟灣、鹽城二營兵吏。雍正帝下部議行。因为他没有缉盜之才，雍正帝命将江蘇七府五州盜案交给浙江總督李衛。李衛捕得江寧人張云如以符呪惑眾图謀不軌，发现范時繹與他有交往，李衛于是論劾。雍正八年（1730年），命尚書李永昇會审，誅杀张云如，范時繹革职解任，由德明接任戶部尚書。范時繹還京，董理太平峪吉地。旋即協理河東河務，河東總督田文鏡以其誤工弹劾，于是被逮，部議以张云如之獄論斬，雍正帝将他特宥。授鑲藍旗漢軍副都統。雍正十年（1732年），授工部尚書，兼鑲黃旗漢軍都統。雍正十二年（1734年），罷尚書。雍正十三年（1735年），因侍衛保柱弹劾行賄，下部議罪，不久遇赦。乾隆六年（1741年），去世。

## 家庭
- 祖父內秘書院大學士范文程。
- 父兵部尚書范承勳。
- 子監察御史范鴻賓。孙女范佳氏，果恭郡王弘曕嫡福晋。